# Křížová cesta (Lobendava, vrch Jáchym)
Obnovená křížová cesta v Lobendavě na vrchu Jáchym ve Šluknovském výběžku se nachází přibližně dva kilometry severovýchodně od obce. Vedla okolo kaple svatého Jáchyma, spolu s kterou je chráněna jako nemovitá kulturní památka České republiky.

## Historie
Zdroje zpravidla uvádějí, že byla tato křížová cesta ve Šluknovském výběžku postavena jako čtrnáctá v pořadí. Měla vzniknout roku 1914 okolo kaple svatého Jáchyma na vrcholu kopce Jáchym (Joachimsberg). Patrně se jedná o omyl, protože jak křížová cesta, tak původní svatojáchymská kaple jsou zachyceny na mapě stabilního katastru a musely tak vzniknout před rokem 1843. Cestu tvořilo 13 sloupků zastavení v historizujícím slohu, kaple Božího hrobu a kaple Kalvárie. Patnáctý sloupek zastavení obsahoval neznámý výjev, pravděpodobně modlitbu v Getsemanské zahradě. K devastaci křížové cesty došlo postupně od 60. let 20. století. Její vlastník – Lesy České republiky – ji nechal v letech 2016 až 2017 obnovit. Bylo vytvořeno třináct nových pískovcových zastavení, malbu výjevů provedl malíř a grafik Dimitrij Pljonkin. Lesy ČR též obnovily kapli Ukřižování, ovšem vznikla z ní kaple Božího hrobu – z původní kaple Božího hrobu se dochovaly jen základy, které byly zakonzervovány a vzniklo z nich lapidárium dochovaných zastavení původní křížové cesty. Obnova stála okolo milionu korun. Dne 26. května 2018 byla obnovená křížová cesta požehnána litoměřickým generálním vikářem Martinem Davídkem.

## Sedm bolestí Panny Marie
Na úpatí vrchu Jáchym stávalo ojedinělé místo meditace. Sedm zastavení zobrazovalo Sedm bolestí Panny Marie (např. Panna Maria utíká s Ježíškem do Egypta a Panna Maria je přítomna ukřižování a smrti Ježíše). Zastavení měla patrně podobu obrazů malovaných na dřevě a připevněných na sloupky. Dochovala se jen torza sedmi žulových laviček..

## Kaple svatého Jáchyma
Podle pověsti byla kaple postavena na místě, kde bydlel poustevník Jáchym. Původní dřevěná stavba pocházela nejpozději z 2. poloviny 18. století. Po požáru roku 1914 vyrostla na místě nová secesní kaple obdélného půdorysu s apsidou. V průčelí je zobrazen svatý Jáchym. Stavba byla vykradena a poškozena po druhé světové válce.

## Okolí křížové cesty
U Lobendavy se nachází ještě jedna křížová cesta – na Anenském vrchu. Modře značená turistická stezka vede do Lobendavy ke kostelu Navštívení Panny Marie, druhým směrem k zámku v Lipové. Na úpatí vrchu Jáchym stojí ve vsi Liščí památník obětem první světové války a také torzo kaple Panny Marie Neposkvrněné.

## Galerie

Křížová cesta na Jáchymu
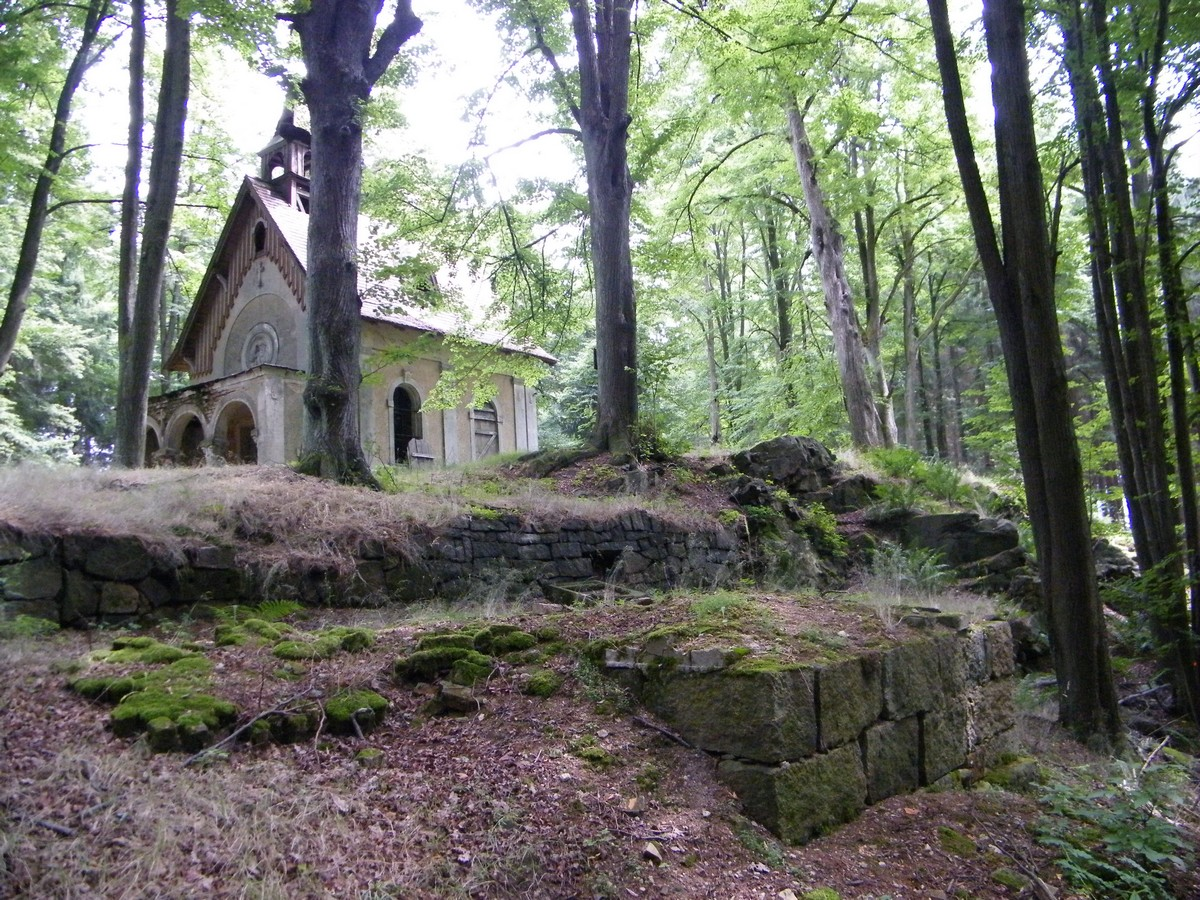
Torzo kaple Božího hrobu (2016)
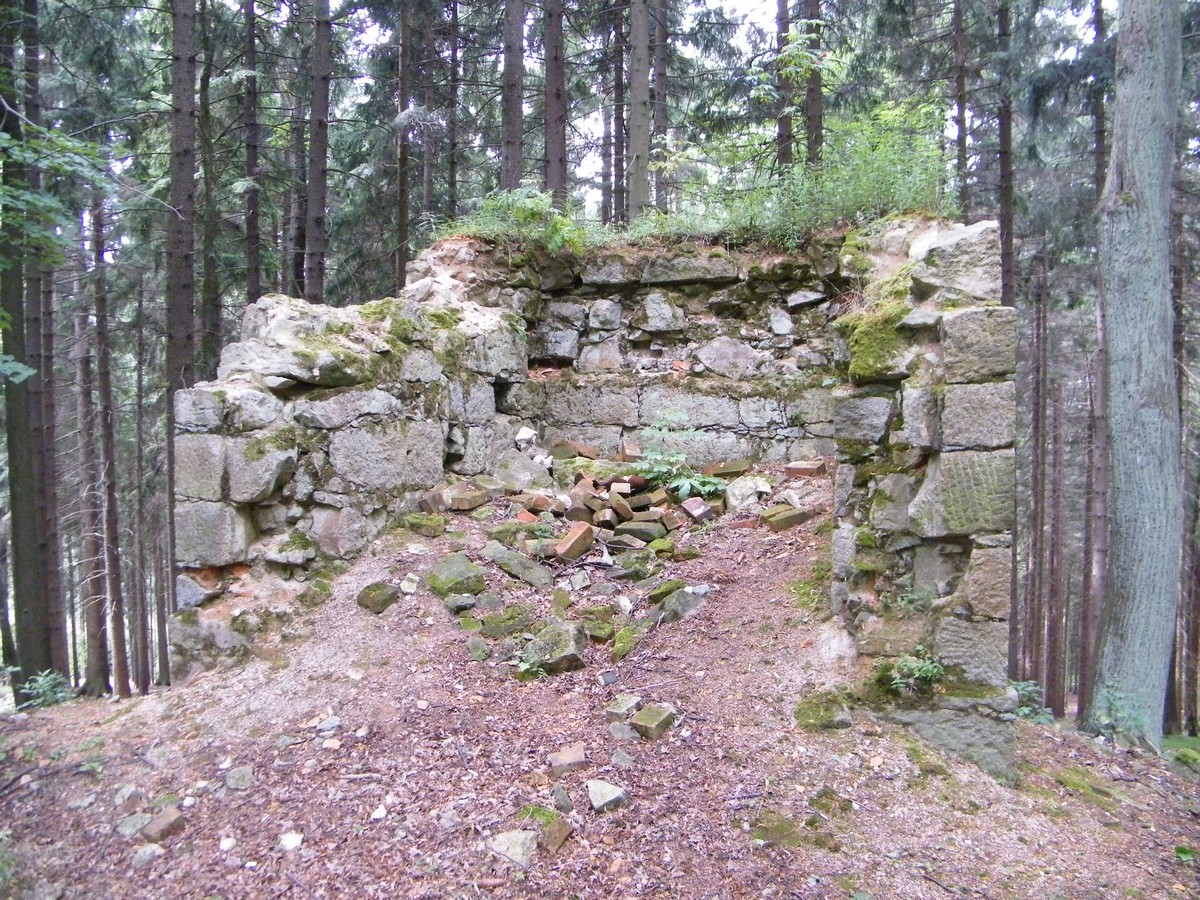
Torzo kaple Kalvárie (2016)
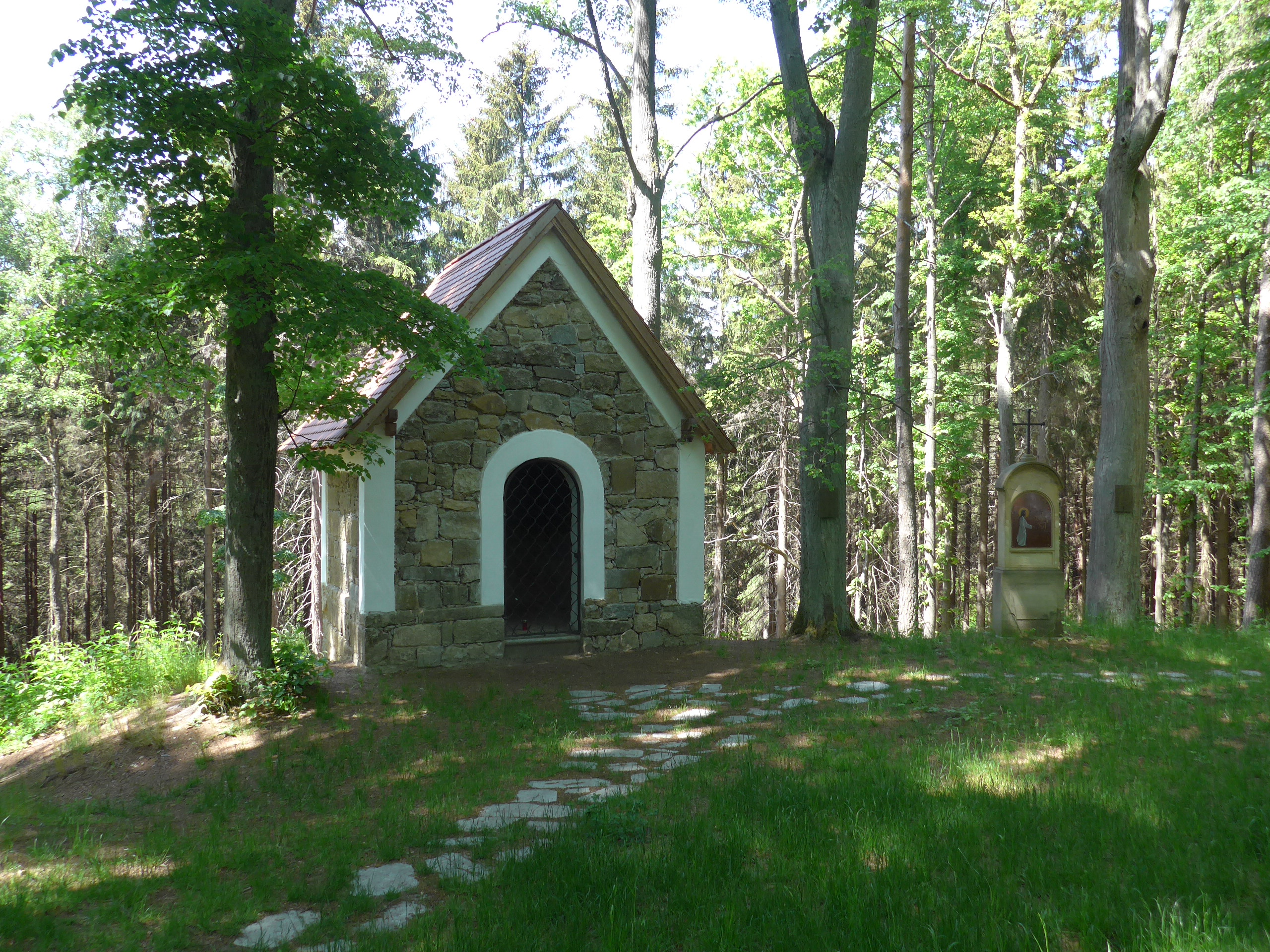
Obnovená kaple Božího hrobu (před r. 2018 kaple Kalvárie) (2020)
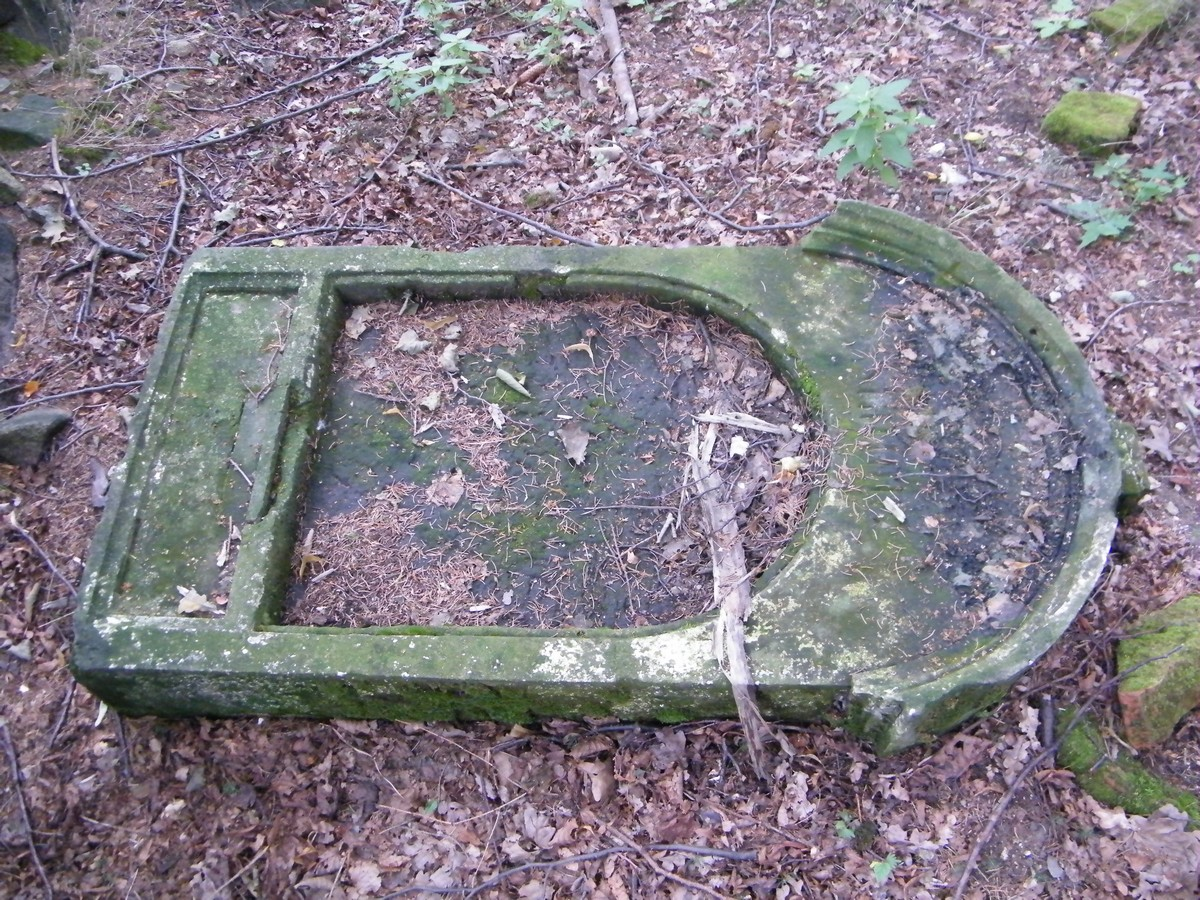
Zbytky křížové cesty (2016)
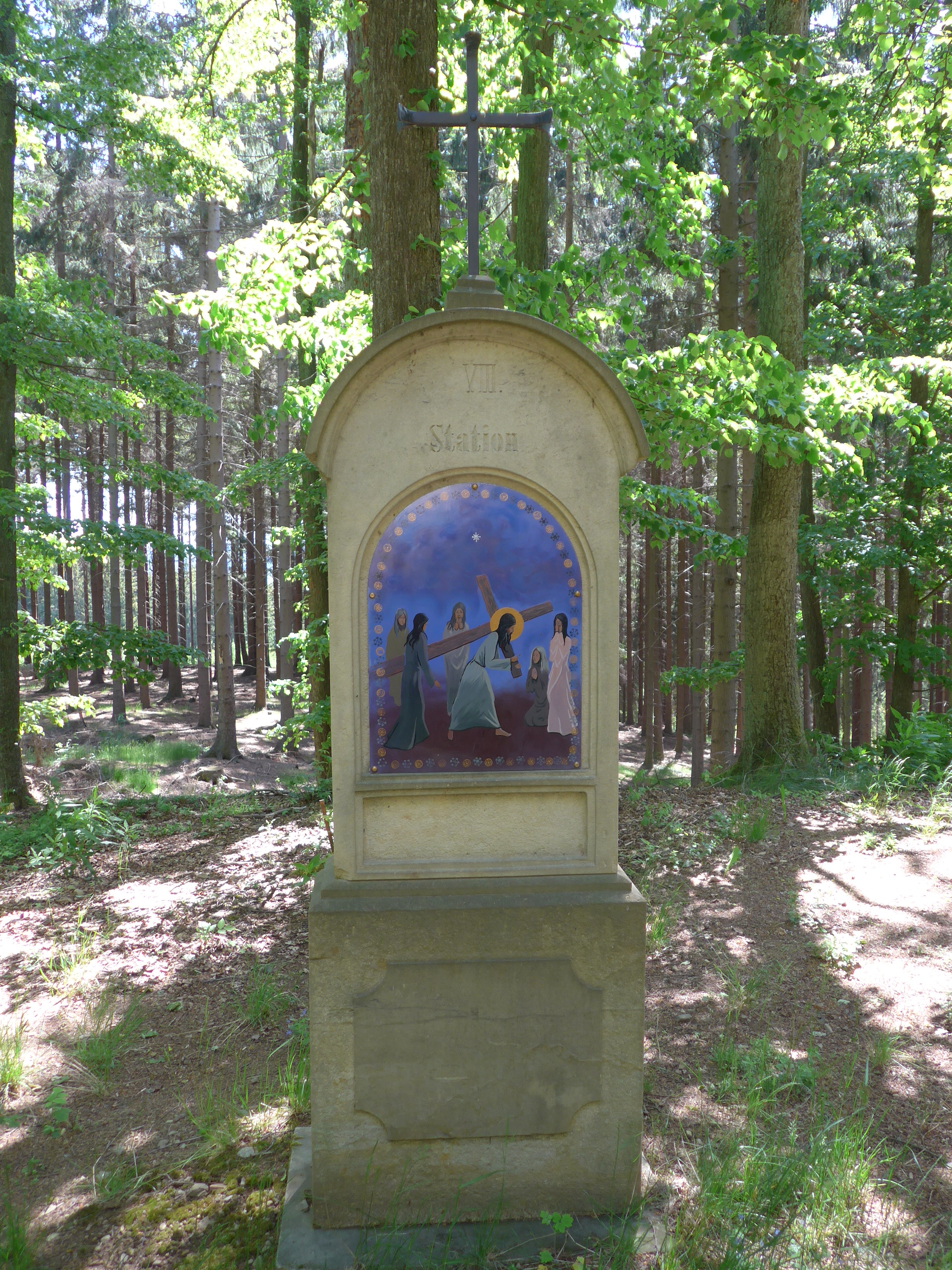
Obnovené VIII. zastavení (2020)
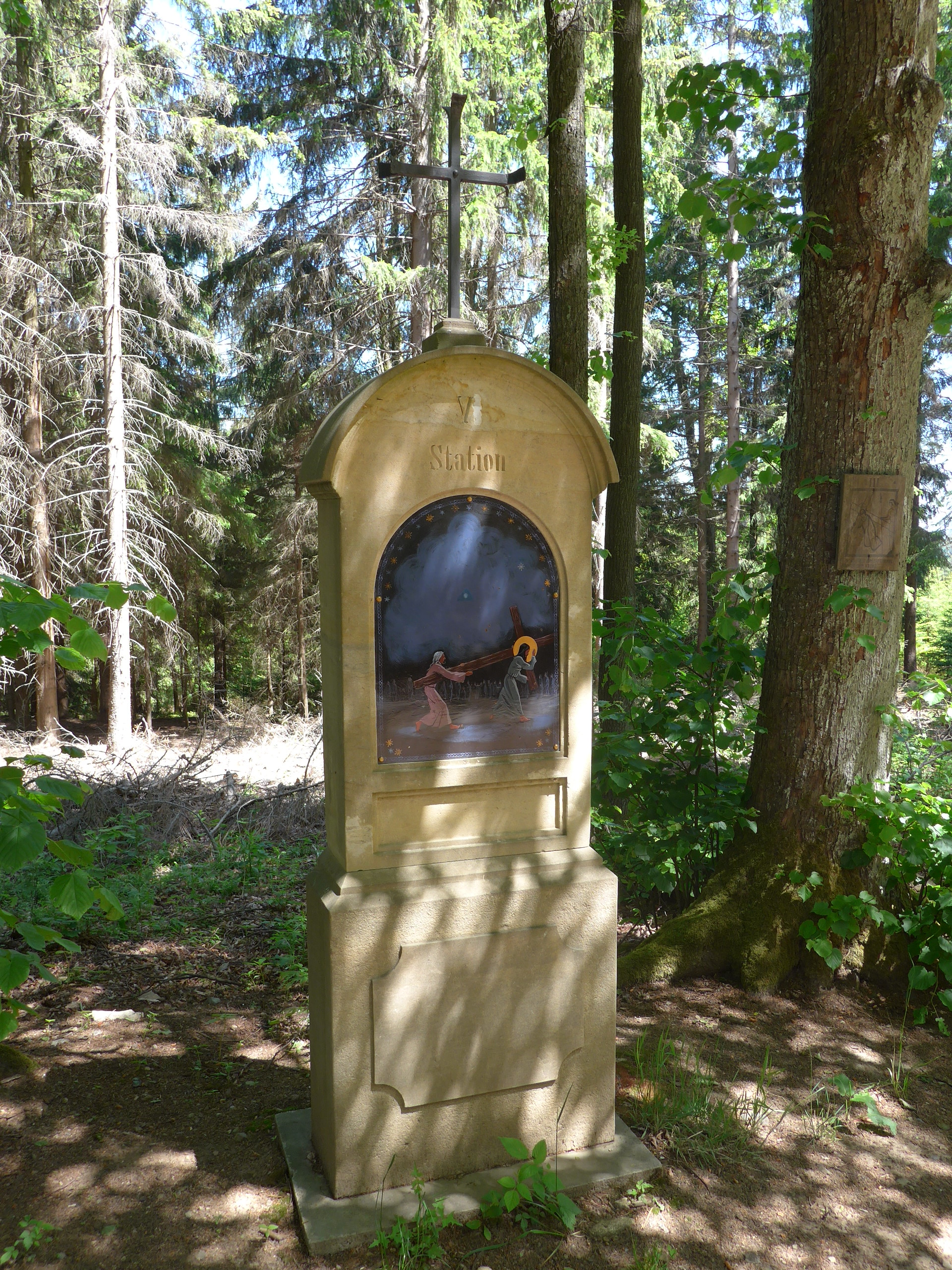
Obnovené V. zastavení (2020)
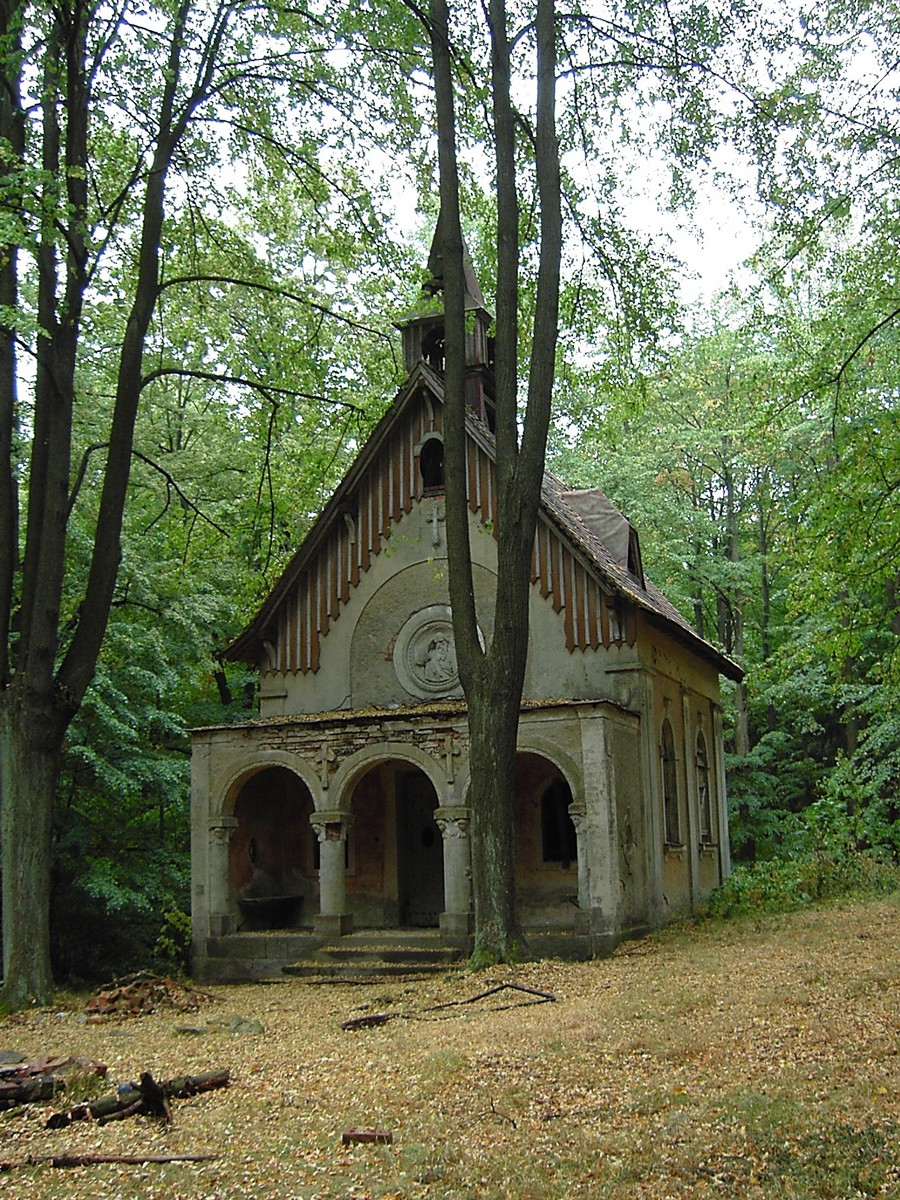
Kaple svatého Jáchyma (2006)